# Cerebrosídeo
Os cerebrosídeos ou glicocerebrosídeos são glicoesfingolipídios -  lipídios encontrados nas membranas das células neurais. São importantes componentes dos músculos e da membrana celular dos nervos, das moléculas do sistema nervoso central e periférico, que formam a bainha de mielina dos nervos. O mais conhecido é a mielina.